# Karl Fjodorovič Gemmelman
Karl Fjodorovič Gemmelman (rusky Карл Фёдорович Геммельман, německy Karl Friedrich von Hemmelmann; 31. říjnajul./ 12. listopadu 1832greg. – leden 1898) byl ruský generálporučík, velitel ženistů Amurského vojenského okruhu.

## Život
Měl šlechtický status. Často je zmiňován jako Karl Jegorovič; je možné, že jeho otcem byl kronštadtský lékař Georg Heinrich Albrecht Hemmelmann (1798–1851), ruským jménem Jegor Ivanovič. V roce 1854 dostudoval na Hlavním ženijním učilišti a následujícího roku absolvoval v hodnosti praporčíka jeho důstojnické oddělení. Účastnil se krymské války, roku 1855 byl povýšen na podporučíka. V roce 1856 obdržel Řád svaté Anny 3. třídy s meči a mašlí. V roce 1865 byl povýšen do hodnosti kapitána. Dne 17. dubna 1870 byl jmenován velitelem Simferopolské ženijní posádky s povýšením na podplukovníka. Dne 20. května 1872 se stal velitelem Kerčské pevnostní ženijní správy a 9. září téhož roku velitelem Simferopolského ženijního úseku. Dne 31. března 1874 byl povýšen na plukovníka. Během rusko-turecká války z let 1877 až 1878 stál v čele opevňování Simferopolu a byl vyznamenání Řádem svaté Anny 2. třídy. Dne 5. května 1886 byl povýšen do hodnosti generálmajora. Dne 22. listopadu 1888 se stal velitelem ženistů Amurského vojenského okruhu. Roku 1896 získal hodnost generálporučíka.